# Бразилска царска породица
Царска кућа Бразила (порт. Casa Imperial do Brasil), или се такође назива Бразилска царска породица, је бразилска династија португалског порекла која је владала царством Бразила од 1822. до 1889. 
Чланови породице су династички потомци цара Педра I. Кандидати за поглаварство постмонархијског бразилског царског наслеђа потичу од цара Педра II, укључујући старије агнате два огранка куће Орлеанс-Браганза; такозване Петрополисове и Васурасове линије.  Принц Педро Карлос од Орлеанс-Браганце (рођен 1945) је на челу линије Петрополис, док огранак Вассоурас предводи његов други рођак, Бертран од Орлеанс-Браганза. 
Супарништво унутар породице избило је 1946. године када је Педро Гастао (1913–2007) одбацио одрицање од престола свог покојног оца, Педра де Алкантаре, принца од Грао-Пара (1875–1940), за себе и своје будуће потомке, када је склопио је нединастички брак 1908.  Педро де Алкантара је био најстарији син принцезе царске Изабеле I (1846–1921) која је, као старија ћерка Педра II и претпостављена наследница када је свргнут са престола, постала последња неоспорна глава породице након очеве смрти у егзилу 1891  Педро Карлос је најстарији син Дом Педра Гастаа. Дом Бертран води порекло од Изабелиног млађег сина, принца Луиса (1878–1920) који је, од стране принцезе Бурбона, постао отац принца Педра Хенрикеа (1909–1981). Дом Бертранд је син Педра Хенрикеа од баварске принцезе и подржава своје династичко право на исто наслеђе. 
Пратећи традицију у португалској монархији која је укинута 1910. године, сматрају се члановима бразилске царске породице.

## Цареви Бразила
Њихов пуни стил и назив били су: „Његово царско величанство, уставни цар и вечити бранилац Бразила“.
| Име                 | Постао монарх | Напомене                                                              |
| ------------------- | ------------- | --------------------------------------------------------------------- |
| Педро I из Бразила  | 1822. године  | цар Бразила; прогласио бразилску независност Краљ Португала и Алгарва |
| Педро II од Бразила | 1831. године  | цар Бразила; последњи цар Бразила                                     |

## Претендент на бразилски престо од 1889
- Педро Хенрике од Орлеанс-Браганце (1921–1981): рођен 1909, умро 1981. Унук принцезе Изабеле, син и наследник њеног другог сина, принца Луиса од Орлеанс-Брагансе (1878–1920) .
- Луиз од Орлеанс-Браганце (1981–2022): рођен 1938, умро 2022, најстарији син принца Педра Хенрикеа
- Бертранд од Орлеанс-Браганза (2022-данас): рођен 1941, трећи син принца Педра Хенрикеа
  - Наследник : Антонио од Орлеанс-Браганза (рођен 1950.)